# Roman Ondak

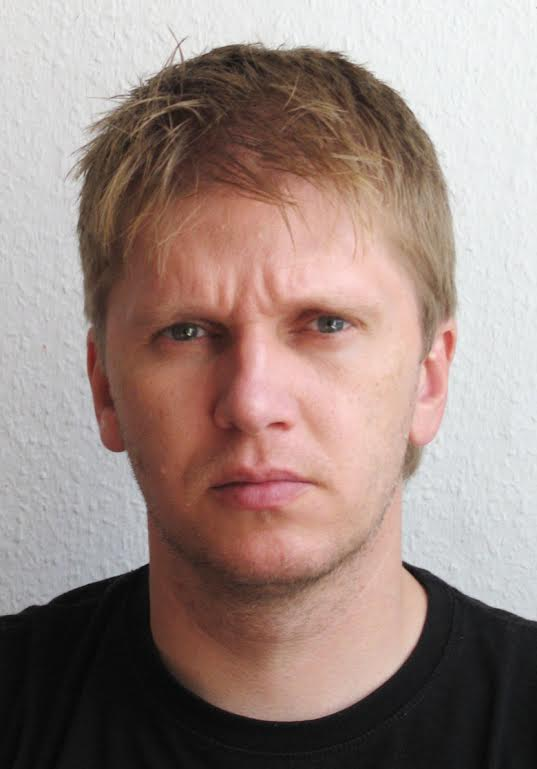
Roman Ondak, 2007

Roman Ondak (* 5. August 1966 in Žilina, Tschechoslowakei) ist ein slowakischer Künstler und Darsteller der Konzeptkunst.

## Leben
Ondak studierte an der Hochschule der Bildenden Künste Bratislava (Vysoká škola výtvarných umení v Bratislave) und in Italien, den Vereinigten Staaten und der Schweiz. Er setzte sich zum ersten Mal nach der Wende in der Tschechoslowakei in der Kunstwelt durch und ist auf Zeichnungen und Rauminstallationen spezialisiert.
Ondak lebt und arbeitet in Bratislava.

## Ausstellungen
Im Laufe der Jahre stellte er seine Werke in der Mittelslowakischen Galerie in Banská Bystrica, in der Nationalgalerie Prag in Tschechien, Museum of Modern Art in New York, Tate Modern in London (2006), Modern Art Oxford in Oxford, Biennale von Venedig (1999, 2003, 2009, 2011), Ludwig-Museum zeitgenössischer Kunst in Budapest, Galerie für Zeitgenössische Kunst in Leipzig, Pinakothek der Moderne in München (2007) sowie in weiteren Galerien im deutschsprachigen Raum aus.
- 2011: Enter the Orbit. Kunsthaus Zürich.
- 2012: Within Reach of Hand and Eye. Kunstsammlung Nordrhein-Westfalen K21, Düsseldorf.
- Ondak war 2012 zur DOCUMENTA (13) eingeladen.[2]
- 2022: Measuring the Universe. Pinakothek der Moderne, München.[3]

## Auszeichnungen und Preise
2012 wurde Ondak von der Deutschen Bank als Künstler des Jahres ausgewählt und sein Werk do not walk outside this area in den Räumen der Deutschen Guggenheim ausgestellt.
2018 Verleihung des Lovis Corinth Preis und  Ausstellung Based on True Events im Kunstforum Ostdeutsche Galerie in Regensburg.

## Werke (Auswahl)
- More Silent Than Ever (2006)
- Measuring the Universe (2007)
- My Summer Shoes Rest in Winter (2007)
- Time Capsule (2011), Modern Art Oxford, Oxford, England.
- do not walk outside this area (2012)